# Schusterbauernalm
Die Schusterbauernalm (früher: Gschwendalm) ist eine Alm im Schlechinger Forst in der Gemeinde Schleching.
Der Kaser der Schusterbauernalm steht unter Denkmalschutz und ist unter der Nummer D-1-89-141-67 in die Bayerische Denkmalliste eingetragen.

## Baubeschreibung
Der Kaser der Schusterbauernalm ist ein Mauerbau mit verschaltem Giebel und Flachsatteldach und ist mit dem Jahr 1844 bezeichnet.

## Heutige Nutzung
Die Weideflächen der Schusterbauernalm werden noch genutzt, die Alm ist jedoch nicht bewirtet.

## Lage
Die Schusterbauernalm befindet sich westlich oberhalb von Schleching zwischen Blasi- und Haidenholzalm auf einer Höhe von etwa 1000 m ü. NN.